# بخش بم‌پشت
بخش بم پشت، یکی از بخش‌های شهرستان سراوان در استان سیستان و بلوچستان ایران است. مرکز این بخش، شهر سیرکان است.

## تقسیمات کشوری
- بخش بم‌پشت
  - دهستان بم‌پشت
  - دهستان کشتگان

شهر: سیرکان

## جمعیت
بر پایه سرشماری سرشماری عمومی نفوس و مسکن در سال ۱۳۹۵، جمعیت بخش بم‌پشت برابر با ۲۵٬۰۲۶ نفر بوده‌است.

## رتبه در استان
بخش بم‌پشت نهمین بخش پرجمعیت و بزرگ استان سیستان و بلوچستان است.
لیست ۱۰ بخش بزرگ استان سیستان و بلوچستان که در آینده شهرستان خواهند شد:
- منبع:فهرست بخش‌های استان سیستان و بلوچستان

| ردیف | نام بخش       | نام شهرستان | جمعیت سال ۱۳۹۵ |
| ---- | ------------- | ----------- | -------------- |
| ۱    | باهوکلات      | دشتیاری     | ۳۴٬۷۴۸ نفر     |
| ۲    | پارود         | راسک        | ۳۴٬۷۳۰ نفر     |
| ۳    | پلان          | چابهار      | ۳۳٬۰۰۴ نفر     |
| ۴    | پیشین         | راسک        | ۳۰٬۲۳۲ نفر     |
| ۵    | بنت           | نیک‌شهر      | ۲۸٬۷۲۲ نفر     |
| ۶    | کورین         | زاهدان      | ۲۵٬۸۹۸ نفر     |
| ۷    | جلگه چاه هاشم | دلگان       | ۲۵٬۴۹۵ نفر     |
| ۸    | پیرسهراب      | چابهار      | ۲۵٬۲۹۶ نفر     |
| ۹    | بم‌پشت         | سراوان      | ۲۵٬۰۲۶ نفر     |
| ۱۰   | لادیز         | میرجاوه     | ۲۲٬۹۶۰ نفر     |